# Тразо (Ђенова)
Тразо је насеље у Италији у округу Ђенова, региону Лигурија.
Према процени из 2011. у насељу је живело 407 становника. Насеље се налази на надморској висини од 446 м.